# Ванат, Владислав Андреевич
Владисла́в Андре́евич Вана́т (укр. Владислав Андрійович Ванат; род. 4 января 2002, Каменец-Подольский, Хмельницкая область) — украинский футболист, нападающий киевского «Динамо» и сборной Украины. Участник чемпионата Европы 2024.

## Клубная карьера
В 2013 году играл за детскую футбольную команду киевской гимназии № 329 на Кубке Наций Данон в качестве капитана. Воспитанник киевского «Динамо», за которое играл с 2015 по 2019 год в детско-юношеской футбольной лиге Украины.
В сезоне 2018/19 дебютировал за «Динамо» в чемпионатах Украины среди юношеских и молодёжных команд. Вместе с командой Ванат добыл «золотые» медали юношеского и молодёжного первенств сезона 2018/19. Принимал участие в розыгрышах Юношеской лиги УЕФА в сезонах 2018/19 и 2019/20. По ходу сезона 2020/21 Ванат стал лучшим бомбардиром молодёжного чемпионата Украины, а «Динамо» стало победителем первенства. Ванат забил 26 мячей в турнире, тем самым побив рекорд Александра Алиева, которому в сезоне 2006/07 удалось забить 21 мяч.

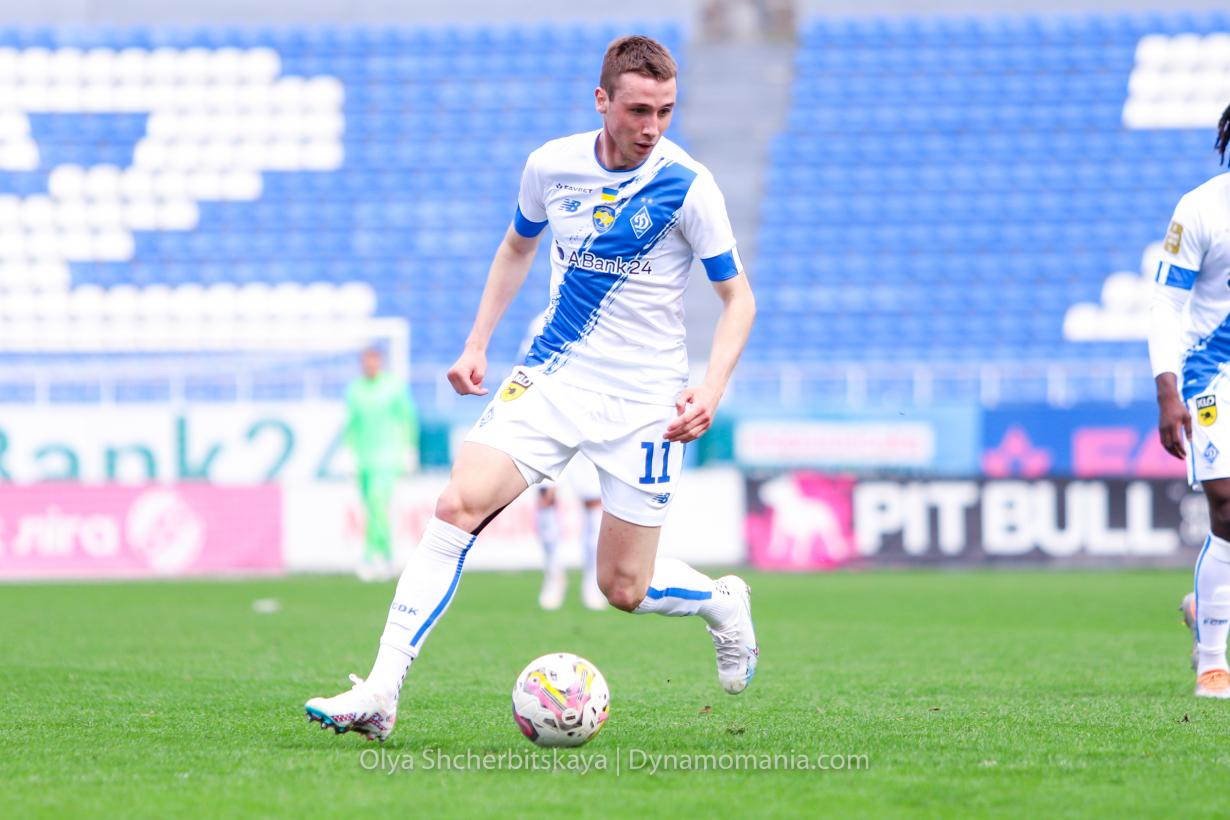
Ванат в составе киевского «Динамо»

Успешная игра за дубль привлекла внимание главного тренера «Динамо» Мирчи Луческу, который привлёк Ваната к играм за основной состав. Его дебют в Премьер-лиге Украины состоялся 9 мая 2021 года в матче против ковалёвского «Колоса» (3:0). За три дня до дебюта он заключил с клубом новый долгосрочный контракт.
В июле 2021 года вместе с группой футболистов «Динамо» отправился в аренду в одесский «Черноморец», который сумел вернуться в Премьер-лигу Украины. 25 июля 2021 года дебютировал за «Черноморец» в рамках матча Премьер-лиги против «Десны» (0:3). 27 августа 2021 года в матче против «Александрии» (2:2) забил свой дебютный гол за «Черноморец».
3 сентября 2022 года отличился дебютным голом за «Динамо» в матче украинской Премьер-лиги в ворота «Зари».

## Карьера в сборной
Выступал за юношескую сборную Украины до 17 лет (2018—2019). С 2021 года привлекается к играм за молодёжную сборную Украины до 21 года. Вместе с командой участвовал в турнире памяти Валерия Лобановского 2021 года, где украинцы заняли последнее место.
В составе молодёжной сборной Украины (до 21 года) принял участие в Чемпионате Европы по футболу среди молодёжных команд 2023, на котором команда дошла до полуфинала.
Ванат принял участие в чемпионате Европы 2024 года. На турнире он сыграл в матче против сборной Бельгии.
10 сентября 2024 года в матче Лиги наций УЕФА с Чехией отметился своим дебютным голом за Украину.

## Достижения

### Командные
«Динамо» (Киев)
- Чемпион Украины (2): 2020/21, 2024/25
- Серебряный призёр чемпионата Украины: 2023/24
- Обладатель Кубка Украины: 2020/21

Сборная Украины
- Бронзовый призёр Чемпионата Европы среди молодёжных команд: 2023

### Личные
- Лучший бомбардир украинской Премьер-лиги (2): 2023/24, 2024/25
- Игрок месяца УПЛ (2): декабрь 2023-февраль 2024, март 2024
- Лучший игрок чемпионата Украины: 2024/25[13]

## Статистика выступлений

### Клубная
| Выступление           | Выступление      | Выступление      | Лига | Лига | Кубок | Кубок | Еврокубки | Еврокубки | Итого | Итого |
| Клуб                  | Лига             | Сезон            | Игры | Голы | Игры  | Голы  | Игры      | Голы      | Игры  | Голы  |
| --------------------- | ---------------- | ---------------- | ---- | ---- | ----- | ----- | --------- | --------- | ----- | ----- |
| Динамо (Киев)         | Премьер-лига     | 2020/21          | 1    | 0    | 0     | 0     | 0         | 0         | 1     | 0     |
| Динамо (Киев)         | Премьер-лига     | 2022/23          | 25   | 12   | 0     | 0     | 11        | 1         | 36    | 13    |
| Динамо (Киев)         | Премьер-лига     | 2023/24          | 27   | 14   | 0     | 0     | 3         | 0         | 30    | 14    |
| Динамо (Киев)         | Премьер-лига     | 2024/25          | 27   | 17   | 3     | 1     | 14        | 3         | 44    | 21    |
| Динамо (Киев)         | Итого            | Итого            | 80   | 43   | 3     | 1     | 28        | 4         | 111   | 48    |
| → Черноморец (Одесса) | Премьер-лига     | 2021/22          | 17   | 3    | 1     | 0     | 0         | 0         | 18    | 3     |
| → Черноморец (Одесса) | Итого            | Итого            | 17   | 3    | 1     | 0     | 0         | 0         | 18    | 3     |
| Всего за карьеру      | Всего за карьеру | Всего за карьеру | 97   | 46   | 4     | 1     | 28        | 4         | 129   | 51    |

### Матчи за сборную
| № | Дата         | Оппонент           | Счёт | Голы | Пасы | Карточки | Минуты | Соревнование             |
| - | ------------ | ------------------ | ---- | ---- | ---- | -------- | ------ | ------------------------ |
| 1 | 12 июня 2023 | Германия           | 3:3  | —    | —    | —        | 27'    | Товарищеский матч        |
| 2 | 16 июня 2023 | Северная Македония | 3:2  | —    | —    | —        | 45'    | Отборочные матчи ЧЕ-2024 |
| 3 | 19 июня 2023 | Мальта             | 1:0  | —    | —    | 43'      | 62'    | Отборочные матчи ЧЕ-2024 |

Итого: 3 матча, 0 голов / 2 победы, 1 ничья , 0 поражений.